# Mitt fasta hopp till Herren står
Mitt fasta hopp till Herren står är en psalm i fem verser av Cornelius Becker från 1602, översatt 1688 av Haquin Spegel, bearbetad av Johan Olof Wallin 1816. Psalmen utgår från Psaltaren 62.
Texten i 1695 års psalmbok inleds med:
Min åtrå fast til HErran står
Hans milda hielp jagh bider
Enligt 1697 års koralbok används melodin även till psalmen O Gud, du av barmhärtighet (nr 220), som enligt senare psalmböcker är en medeltida sång från Nürnberg  för processioner tryckt i Etlich Christlich Lieder 1524.

## Publicerad som
- Nr 65 i 1695 års psalmbok som Min åtrå fast til HErran står under rubriken "Konung Davids Psalmer".
- Nr 228 i 1819 års psalmbok som Mitt fasta hopp till Herren står under rubriken "Kristligt sinne och förhållande - I allmänhet: Förhållandet till Gud: Lydnad för Guds vilja och frimodighet under hans beskydd".
- Nr 311 i 1937 års psalmbok som Mitt fasta hopp till Herren står under rubriken "Trons glädje och förtröstan".